# Nathan Followill

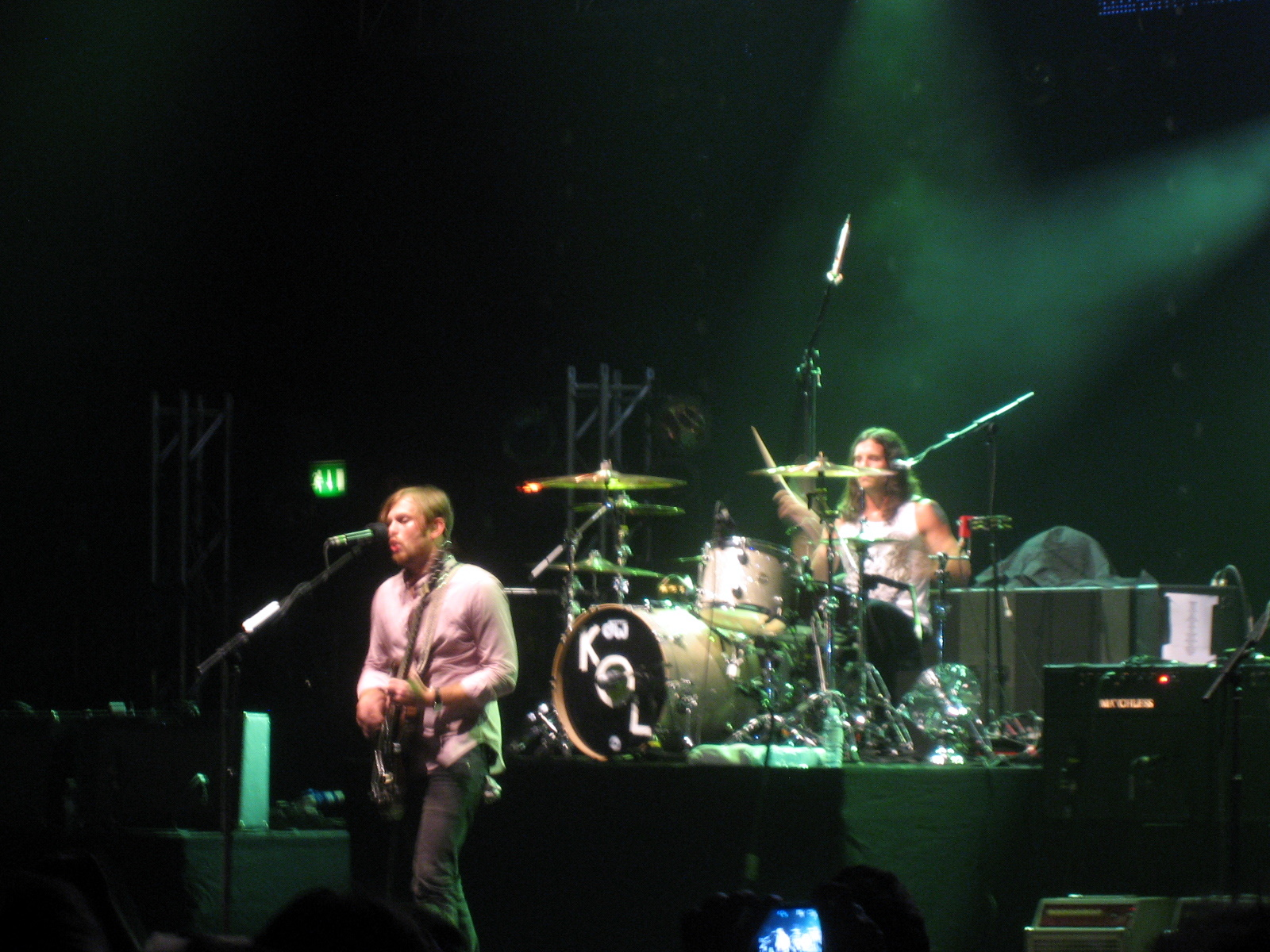
Caleb Followill oraz Nathan Followill podczas koncertu Kings of Leon w Brixton Academy 14 sierpnia 2008 roku

Ivan Nathan Followill (ur. 26 czerwca 1979) – amerykański perkusista i wokalista wspierający. Followill wraz z braćmi Jaredem i Calebem oraz kuzynem Matthew występuje w rockowej grupie muzycznej Kings of Leon.

## Dyskografia
Kings of Leon
- Youth and Young Manhood (2003)
- Aha Shake Heartbreak (2004/2005)
- Because of the Times (2007)
- Only by the Night (2008)
- Come Around Sundown (2010)